# Svět knihy

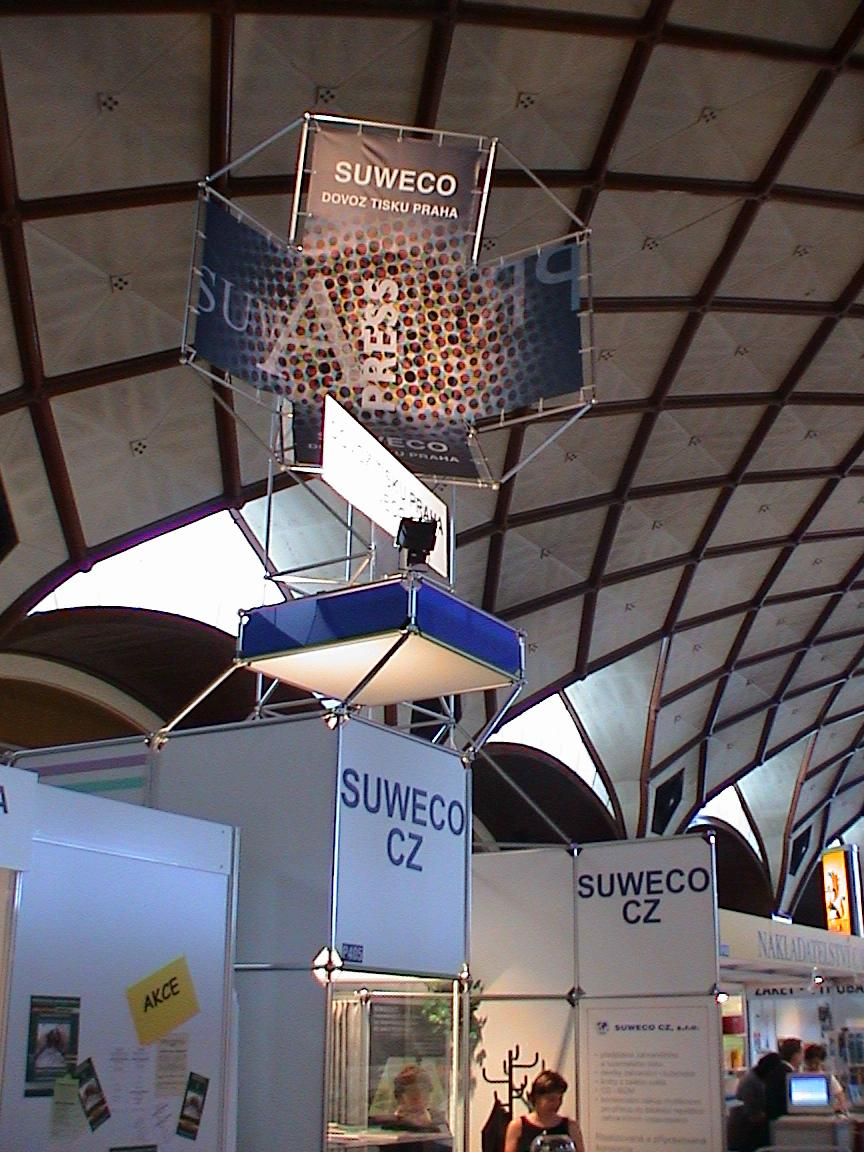
Svět knihy 2002

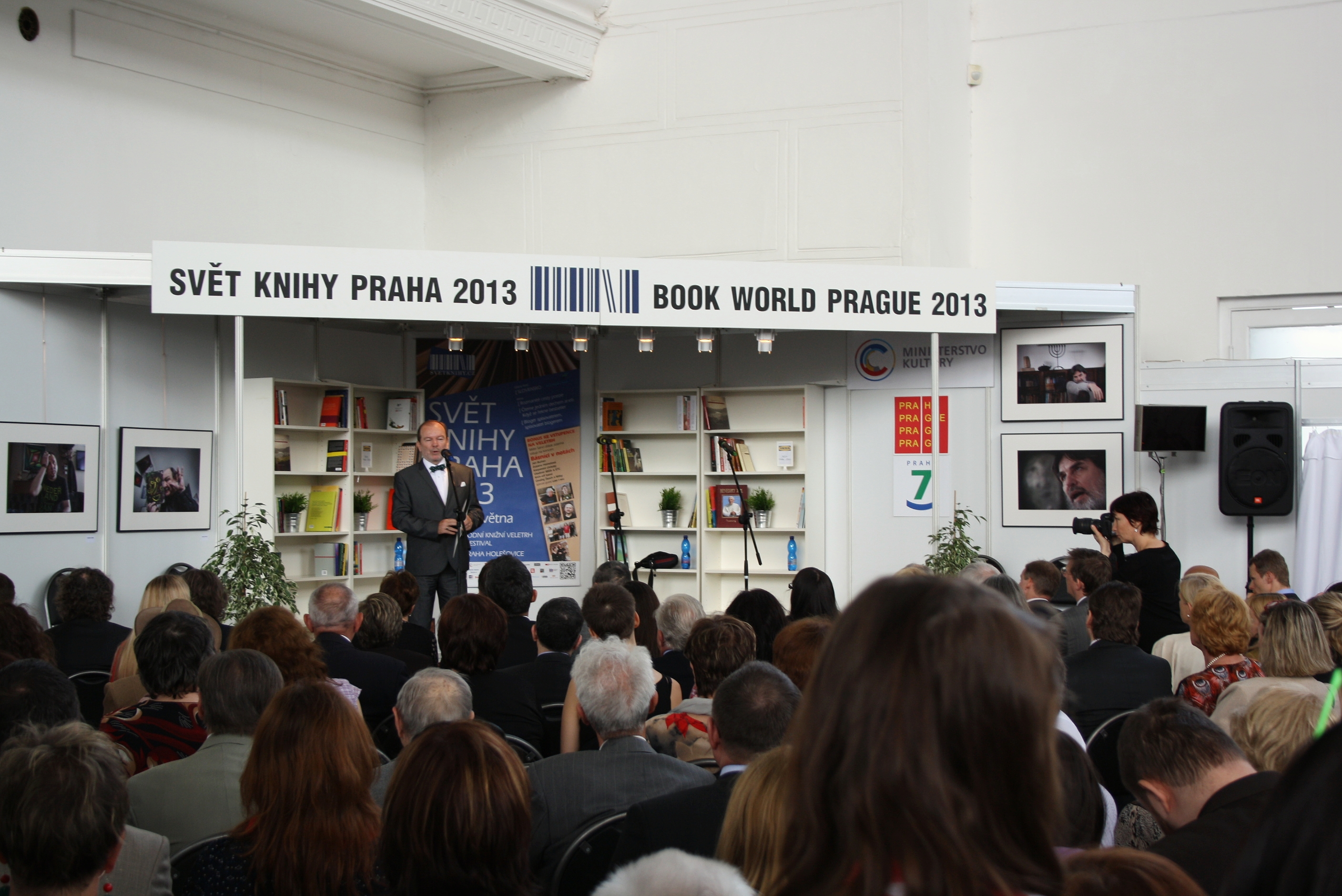
Svět knihy 2013

Svět knihy (angl. Book World [bʊk wɜː(r)ld]) je mezinárodní veletrh knih, nakladatelství a tiskáren, který se každoročně koná na počátku května na pražském Výstavišti; jedná se o největší knižní akci v České republice, kam přijíždějí pravidelně vystavovatelé a hosté z více než 30 zemí a regionů celého světa a doprovodný program zahrnuje na 400 pořadů.
V roce 2016 se ředitelem festivalu stal kulturní manežer a politik TOP 09 Radovan Auer.

## Témata a hosté jednotlivých ročníků

### 12. ročník (2006)
Dvanáctý ročník se uskutečnil 4.–7. května 2006. Hlavním tématem byly literatury severských zemí, v centrální expozici se prezentovala literatura Lotyšska.

### 13. ročník (2007)
Třináctý ročník se uskutečnil 3.–6. května 2007. Hlavní téma bylo „Literatura a multimédia“, v centrální expozici „Čtením objevovat budoucnost“ se prezentovala německy psaná literatura.

### 14. ročník (2008)
Čtrnáctý ročník se uskutečnil 24.–27. dubna 2008. Čestným hostem bylo Španělsko.

### 15. ročník (2009)
Patnáctý ročník se uskutečnil 14.–17. května 2009. V návaznosti na probíhající české předsednictví Evropské unie bylo hlavním tématem „27 ze 27 / Evropa v literatuře / literatura v Evropě“, centrální expozice patřila ruské literatuře.

### 16. ročník (2010)
Šestnáctý ročník se uskutečnil 13.–16. května 2010. Čestným hostem bylo Polsko.

### 17. ročník (2011)
Sedmnáctý ročník se uskutečnil 12.–15. května 2011. Čestným hostem bylo Království Saúdské Arábie.

### 18. ročník (2012)
Osmnáctý ročník se uskutečnil 17.–20. května 2012. Tématy byly literatura černomořské oblasti a komiks. Čestným hostem bylo Rumunsko.

### 19. ročník (2013)
Devatenáctý ročník se uskutečnil 16.–19. května 2013. Témata byla: „Rozmanité cesty poezie“, „Čteme jedním dechem aneb Když se řekne bestseller“ a „Bloger spisovatelem, spisovatel blogerem“; čestným hostem bylo Slovensko.

### 20. ročník (2014)
Dvacátý ročník se uskutečnil 15.–18. května 2014. Témata byla: „Čteme jedním dechem II. – Fantasy & Sci-fi“, „Kolik podob má kniha?“ a „Odraz historie v literatuře“. Čestným hostem bylo Maďarsko.

### 21. ročník (2015)
Dvacátý první ročník se uskutečnil 14.–17. května 2015. Témata byla: „Fotografie a kniha“, „Světoví knižní šampioni pro mladé čtenáře“ a „Literární diaspora a Češi ve světě“. Čestným hostem byl Egypt.

### 22. ročník (2016)
Uskutečnil se 12.–15. května 2016. Témata byla: „Fenomén krimi“, a „Město jako literární kulisa“. Čestným hostem byly Severské země.

### 23. ročník (2017)
Uskutečnil se 11.–14. května 2017. Tématy byla: „Genius loci v literatuře / M(ě/í)sto v hlavní roli“, „Kniha jako objekt“ a „Audioknihy“.

### 28. ročník (2023)
Konání plánováno od 11. do 14. května 2023; téma zní „Autoři bez hranic“ a tentokrát nebude v roli čestného hosta žádná země.